# Qara Qarayev

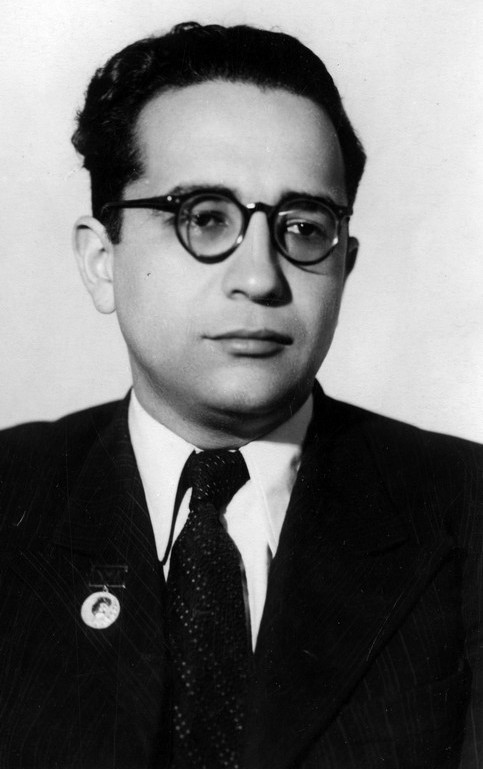

Qara Əbülfəz oğlu Qarayev (russisch Кара Абульфазович Караев / Kara Abulfasowitsch Karajew; *  23. Januarjul. / 5. Februar 1918greg. in Baku; † 13. Mai 1982 in Moskau) war ein sowjetischer und aserbaidschanischer Komponist.

## Leben
Qarayev wurde als Sohn des Arztes Əbülfəz Fərəc oğlu Qarayev in Baku geboren. Seine Mutter war sehr an Musik interessiert. Er studierte von 1935 bis 1938 bei Üzeyir Hacıbəyov und Leonid Rudolf am Konservatorium Baku und danach am Moskauer Konservatorium bei Dmitri Schostakowitsch. 1938 wurde sein erstes größeres Stück, Pesnja serdza (russisch Песня сердца / „Lied des Herzens“), die Vertonung eines Gedichtes von Rəsul Rza, am Moskauer Bolschoi-Theater uraufgeführt.
1941 übernahm Qarayev die Leitung der Philharmonie Baku. Von 1949 bis 1953 war er Leiter des Konservatoriums der Stadt, wo er später, ab 1959, als Professor wirkte. Zu seinen Schülern zählen die Komponisten Rauf Hacıyev, Arif Məlikov, Vasif Adıgözəlov, Xəyyam Mirzəzadə, Sevda İbrahimova, Afaq Cəfərova, Nərgiz Şəfiyeva, Firəngiz Əlizadə, İsmayıl Hacıbəyov, Elnarə Dadaşova, Rəhilə Həsənova sowie Arif Mirsojew. Auch sein Sohn Fərəc Qarayev ist ein erfolgreicher Komponist.

## Werk
Qarayev schuf zwei Opern Ajna (1941) und »Heimat« (mit Gadshibekow; 1945), zwei Ballette (Sieben Schönheiten und Der Pfad des Donners), drei Sinfonien und zwei sinfonische Dichtungen, die Albanische Rhapsodie, Sinfonische Gravüren, Choreografische Bilder, ein Musikalisches Bild, ein Klavierkonzert, Streichquartette und andere kammermusikalische Werke, zwei Kantaten, Lieder und Filmmusiken (u. a. Goya, Don Quichotte).

## Ehrungen (Auswahl)
- Stalinpreis 1946, 1948[3]
- Volkskünstler der UdSSR 1959[3]
- Orden des Roten Banners der Arbeit 1961[3]
- Leninpreis 1967[3]
- Leninorden 1967, 1978[3]
- Orden der Oktoberrevolution 1971[3]
- Held der sozialistischen Arbeit 1978[3]

## Nachwirkungen
Seit 2011 findet in Baku das Qara-Qarayev-Festival für zeitgenössische Musik statt.